# ゾイド -ZOIDS-
『ゾイド -ZOIDS-』は、トミー（現タカラトミー）の玩具「ゾイド」をモチーフにした日本のテレビアニメ。1999年9月4日から2000年12月23日まで毎日放送（MBSテレビ）・TBS系列（テレビ山口除く）で毎週土曜18時00分から18時30分（通称土6枠）に放送された。

## 概要
ヘリック共和国とガイロス帝国の戦争が続く惑星Zi（ズィー）を舞台に、バンとフィーネの冒険と金属生命体ゾイドとの交流を描いた物語。バンの少年期を描いた少年編の第1部と、青年期を描いた第2部ガーディアンフォース（GF）編の二部構成となっている。他のゾイドシリーズアニメ作品と区別するため「無印ゾイド」と通称されることも多い。
アニメージュ誌やアニメディア誌といった媒体によっては『ゾイド・メカ生体戦記』とクレジットされることもあった。
登場ゾイドは、全てトゥーンレンダリングによる3DCGで描写されているのが特徴。
土6枠最長の16ヶ月全67話を放送し、さらに第2作『ゾイド新世紀スラッシュゼロ』も放送された。
アメリカでは『ゾイド新世紀スラッシュゼロ』の放送後、2002年2月よりカートゥーン ネットワークにて『Zoids: Chaotic Century』のタイトルで放送が開始された。
番組の途中からスポンサー表示画面に視聴者から送られた改造ゾイドの写真が使われるようになった。

## 製作エピソード
世界観や初期のメインキャラクターなどは漫画『機獣新世紀ZOIDS』の著者である上山道郎がほぼ原案を担当している。上山が「ゾイドの漫画を描いてみないか」と依頼された時点ですでにアニメシリーズの放送は決定していたが、ストーリー、メインスタッフ、キャラクターなどアニメの根本的な部分が未決定な状態であり、漫画化という形でその原案を委託されることとなった。このような経緯から第1部は漫画版を踏襲した展開になっているが、GF編は完全にアニメ独自の展開となった。当初はアニメを西方大陸の南部を舞台とし、北部を舞台とするゾイドバトルストーリーと世界観をリンクさせる展開も告知されていたが、放送が進むにつれ独自の設定やストーリーを歩んだ。
機体などの幾つかの設定変更には、アニメスタッフ側からの打診もあった。放送時にトミーにおいて設定製作を担当していた大河原紀雄は、本アニメと漫画版は、『ゾイドバトルストーリー』とは類似した固有名詞を用いた独自世界観の作品という見解を示している。

## あらすじ

### 舞台背景
古代ゾイド人の滅亡後に地球人類が移民団として入植した惑星Zi・西方大陸ではヘリック共和国とガイロス帝国の激しい戦争が行われていた。その停戦後、ヘリック共和国軍とガイロス帝国軍の間で一触即発の緊張感が再び高まりつつあった。その前線司令官であった共和国軍ハーマン大尉と帝国軍シュバルツ少佐は、ともに停戦条約に則る腹積もりだったものの、帝国側の交戦派であるギュンター・プロイツェン元帥と、その意図を汲んだマルクスの工作によって両軍の交戦が開始される。その後共和国軍と帝国軍は何回かの攻防戦を行った末に、帝国軍が氷山に偽装した大部隊をニューヘリックシティ目前にまで到達させることに成功する。しかし、その際に帝国皇帝ツェペリンが死去。皇位継承権を持つその孫ルドルフは和平を望んだため、帝国軍の撤退命令と共和国への講和を持ちかけた。
しかし、共和国侵攻の野心を捨てていなかったプロイツェンは共和国の犯行と偽装し、ルドルフ暗殺の陰謀を企てる。途中、ルドルフ誘拐事件など幾つかのアクシデントを経たあと、皇位継承者の証である皇帝の指輪を入手したプロイツェンは、それを証拠としてルドルフは暗殺されたとし、「もしルドルフの身にもしものことがあれば、プロイツェンが皇位を継承する」という皇帝の遺言に従い次期皇帝の地位に就くと宣言する。
その後、帝国にルドルフが到着し、自身に忠誠を誓うホマレフ宰相に対面。それを受けてプロイツェンが自身の部隊を差し向けたため、ホマレフはそれに対抗し、ルイーズ大統領に取り次ぎ、ヘリック共和国軍に応援を要請する。プロイツェンは駆け付けた共和国軍の行動を侵攻と位置づけ、自らクローン再生させたデスザウラーにより攻撃を開始。そこへアーラ・バローネに連れられたルドルフが駆け付け、制止を持ちかけるが反発、そこへ駆け付けたシュバルツ率いる帝国軍とも交戦する。最終的にはデスザウラーもろともブレードライガーを駆るバンに撃破される。こうして戦いが終わった後、ルドルフの正式な戴冠式が行われ、共和国と帝国は正式な講和条約を結んだ。
それから2年後、突如として各地で攻撃を行う謎の軍団が現れ、これに対処するため共和国・帝国両国は「ガーディアンフォース」を設立した。

### 第一部（少年編）
父のようなゾイド乗りを目指す少年バンは、盗賊に追われ逃げ込んだ遺跡の中で、カプセルから誕生したオーガノイドのジークと遭遇する。ジークの力で辛くも危機を脱したバンは、同じくカプセルから生まれた少女フィーネと出会い、フィーネの失われた記憶を求め「ゾイドイヴ」探しの旅に出る。
賞金稼ぎのアーバインや運び屋のムンベイとの出会いや、ガイロス帝国軍の中で最強のゾイド乗りで黒いオーガノイド・シャドーを相棒にする少年レイヴンとの死闘。惑星Ziに新たな戦禍を巻き起こし、支配者として君臨することを目論む帝国摂政ギュンター・プロイツェンの陰謀との闘いを経て、バンはゾイド乗りとして成長していくのだった。

### 第二部（ガーディアンフォース編）
デスザウラーとの戦いから2年後。ヘリック共和国軍とガイロス帝国軍の戦争は終結し、正式に和平を結んだヘリック共和国とガイロス帝国は、共同で戦時中に使用されたスリーパーゾイドなどの撤去を行っていた。
再びゾイドイヴ探しの旅を続けるバンとフィーネだったが、手掛かりを得られず一度共和国に戻る。そこでバンはヘリック共和国軍のクルーガー大佐の下で軍人としての訓練を受け、フィーネはドクター・ディと共にゾイドイヴの調査を行うことになる。
やがて再び戦乱を招こうとする未知の敵が現れ、バンとフィーネは共和国と帝国の両国の軍が共同で平和維持を目的として設立した特殊部隊「ガーディアンフォース」の一員として行動を開始する。

## 登場人物

### 主要人物
バン・フライハイト
声 - 岸尾大輔（現・岸尾だいすけ）
本作品の主人公。辺境の村ウィンドコロニーに住む少年。一人称は『俺』。性格は明るく天真爛漫、思ったまま素直に行動する熱血少年。卑怯なことや曲がったことが大嫌い。友情に厚く「友達を助けるのは当たり前」と断言する。優しい性格だが、これが甘さとなり事態を招くこともあった。父親ダン・フライハイトのような立派なゾイド乗りになることを夢見る。両親は既に亡くなっており、面倒見のよい姉マリアとの二人暮らし。好物はパパオという木の実で目的地についたら沢山食べることを考えるほど。
遊びに出た先で盗賊団に襲われ、逃げ延びた砂漠の遺跡の中でオーガノイドのジークと、同じ型のカプセルから出てきた古代ゾイド人の少女「フィーネ」と出会い、彼女の過去を探るため旅に出ることになった。
遺跡近くで朽ち果てていたシールドライガーがオーガノイドのジークの力によって復活し、愛機となる。このシールドライガーはレイヴンのジェノザウラーの荷電粒子砲による攻撃を受け、ゾイドコアを破壊され一度は死亡するが、ジークとフィーネの作り出した光の繭「エヴォリューション・コクーン」の力によってブレードライガーへと進化し、以降それを愛機とする。
ジークとの友情や信頼を疑うことがありながらも、復活したデスザウラーを倒し、プロイツェンの野望を阻止した後は、父ダン・フライハイトの親友でもあった共和国軍のクルーガー大佐の下で訓練を受け、一流のゾイド乗りとして逞しく成長。性格は以前に比べ冷静かつ思慮深くなり、険しい表情を見せることが多くなった。規律の厳しい軍の生活に多少不満を持ち、フィーネと再会した後は再びゾイドイヴを探す旅に出ることを決意、同時にダークカイザー一味の行動開始後、クルーガー大佐の推薦で特務のガーディアンフォースとして任命される。そして、最後には宿敵だったレイヴンや仲間たちとの協力で、再び復活したデスザウラーを撃破し、ヒルツの野望を阻止した。
共和国軍では少尉、帝国軍では少佐の階級に配されているが、共和国と帝国が共同で設立したガーディアンフォースとしての階級は少佐。
『愛と戦いのロボット 完全保存版』で発表されたアンケート「みんなで選ぶロボットアニメーションベスト100」では、「一番カッコイイヒーローは？」で第64位にランクインした。
フィーネ・エレシーヌ・リネ
声 - 大本眞基子
本作品のヒロイン。ジークと同じ遺跡で発見された少女。一人称は『私』その正体はかつてデスザウラーによって滅ぼされた古代ゾイド人の生き残りで、ジークの体内に自らの記憶を封じ込めてカプセルの中で眠っていた。しかしジークが目覚めて最初に中に入ったのがバンだったため記憶を取り戻す事ができなかった。このため「フィーネ」という言葉以外の一切の記憶を失っており、旅の中で甦った記憶「ゾイドイヴ」という言葉を頼りに自分の過去を探し求め、その旅を続けることで、少しずつ記憶を取り戻していく。性格はかなりの天然ボケ。当初はほぼ純粋無垢で感情にもやや乏しかったが、バンたちとの旅の中で次第に感情を示すようになっていく。コーヒーには砂糖ではなく大量の塩を入れるのが好き。遠くの水源を流れる水の音を聞くことやゾイドのコックピットから草むらに居る昆虫を見付けたりできるなど、普通の人間より優れた聴覚、視覚を持つ。
プロイツェンの野望を阻止した後はバンたちと別れ、ドクター・ディの下で助手を務める。「ゾイドイヴ」の謎を解明すべく遺跡の調査などに同行していたが、ウィンドコロニー付近でヒルツの手下の襲撃を受けた時にバンと再会。その後、彼と共にガーディアンフォースに任命され、バンを戦術的なアドバイスをするなどの活躍を見せる。
物語終盤にヒルツのデススティンガーの攻撃を受けて負傷し、ダークカイザー（プロイツェン）によってレアヘルツの谷に招かれ、古代都市イヴポリスの封印を解くように諭される。デスザウラーを倒すためにゾイドイヴを停止させようとしたが、バンの説得を受けて踏みとどまり、バンがデスザウラーを倒すのを見届けた後、ジークと合体してバンと共に崩壊するイヴポリスを後にした。
古代ゾイド人としての本名はエレシーヌ・リネ。
ジーク
声 - 鈴木琢磨、大本眞基子（第1話のみ）
全長4.1m、全高2m、重量212kg、最高速度60km
フィーネと同じ型のカプセルから生まれた銀色の小型の恐竜型ゾイド。ジークは古代ゾイド人が作り上げた「オーガノイド」と呼ばれる特別なゾイドで、他のゾイドと合体することによりゾイドコアを活性化させ、石化したゾイドを復活・進化させたり、ゾイドの戦闘能力を極限まで引き出す能力を持つ。また人を体内に格納することもでき、ゾイドとの合体後にパイロットを格納してゾイドと分離、脱出することも可能。第52話では、バンの操縦術がレベルアップしたことに刺激され、ブレードライガーの潜在的な能力を向上させる新たな力が覚醒した。
元々はフィーネのゾイドで、フィーネはカプセルに入る前にジークの体内に自らの記憶を封じ込めていたが、記憶の復元に必要と思われる自身の体内格納をフィーネよりも先にバンが行ったことで、記憶の復元は不完全な状態に終わる。
性格は無邪気で少し怖がり。蝶を追い掛けたり、バンを驚かしたりするな子供のような一面がある。また、バンのトイレを覗く、トーマに（間違って）告白されて赤面するなどの描写がある。
アーバイン
声 - 藤原啓治、山本泰輔（幼少期）
賞金稼ぎで、ゾイド乗りとしての腕前は一流。悪ぶってはいるが、卑怯なことは嫌うなど根は善良。一人称は『俺』。少年時代にガフキー・カハール熱という熱病により妹エレナを亡くした過去があり、妹を救えなかったことがトラウマとなっている。
オーガノイドを探して旅をしている中、ウインドコロニー近くの砂漠でバンたちと出会う。彼がオーガノイドのジークを連れていることを知り強奪しようと付け狙うが次第にバンのことを気に入り有益な情報を教え、身を案じるなど旧友のムンベイと共に旅をする仲間として同行することになった。
第34話のデスザウラー戦では、デスザウラーの動きを封じるために、一度だけヘリック共和国軍の黒いゴジュラスに搭乗して戦った。
その後はバンたちと別れ賞金稼ぎを続けていたが、第40話で、特訓中のバンの練習相手を買って出て以降バンたちに合流。レイヴンの復活を契機にガーディアンフォースと行動を共にし、ジェノブレイカー、デススティンガーとの戦闘の際もバン、トーマと共に戦いの中核をなすなど活躍するが、自分がガーディアンフォース扱いされることを嫌っている。
愛機は自ら改造した黒いコマンドウルフだったが、第47話におけるレイヴンのジェノブレイカーとの戦闘で破壊される。第48話にて愛機の最期を見届けようとしていたところ、ドクター・ディの提案で、死亡直前のコマンドウルフから頭脳にあたるメモリーバンクを最新機のライトニングサイクスに移植させようと提案される。変な実験に使われるなら死なせた方がマシだと拒絶したが、ムンベイの説得を受けて了承。分解の危機に陥ったが、「俺と一緒に走れ！」という叫びと共にコマンドウルフのメモリーバンクがライトニングサイクスとシンクロし、ヒルツに襲われていたルイーズ大統領とルドルフを救出させることに成功。以降はライトニングサイクスを愛機とする。なお、彼のライトニングサイクスはコマンドウルフのメモリーバンクを移植したため、目の色がオレンジである。
ムンベイ
声 - 渡辺久美子
荒野の運び屋。一人称は『私』。「届けられなかった荷物はない」「どんな仕事でも熟してみせる」と自負するほどの腕前だが、バンたちのせいで1度ガイロス帝国軍の弾薬輸送を失敗し、それ以降はバンたちと行動を共にする。
デスザウラーとの戦いの後はバンたちと別れ、運び屋稼業を再開していたが、第43話における復活したレイヴンのジェノザウラーとの戦闘で重傷を負ったトーマを任務の途中で発見、保護したのを機にバンたちと再会し行動を共にするようになる。
性格は明るく大らかな姉御肌だが、気ままで金にがめつく、ルドルフをカイロス帝国まで送り、ご褒美の話になった時に金銭や財産を考えた。アーバインとは旧友。資産家の好青年マクマーンを元恋人に持ち、ガイロス帝国の栄誉あるシンカーレース ガイロスグランプリでは「火の玉ムンベイ」の異名で鳴らしていたなど、その経歴には謎が多い。
愛機は赤いグスタフ。内部回路のバイパスに独自の改良が施されており、通常機の数倍もの自己回復力を持つ。後にバンのブレードライガーを庇ってジェノザウラーの荷電粒子砲の直撃を受けたため、前から2番目の装甲のみを通常機の白い物に交換する。
あらゆるゾイドに関する知識が豊富で優れた操縦技術を持ち、ヒルツのデススティンガーとの戦いで、彼女の腕前を見込んだ共和国軍のロブ・ハーマンにウルトラザウルスの操縦を任された。ウルトラザウルスを何度も「あたしのウルトラザウルス」と呼び、勝手に私物化している。

#### ヘリック共和国
ロブ・ハーマン
声 - 堀川仁
ヘリック共和国軍大尉。後に少佐へと昇進後、ウルトラザウルス内でクルーガーより大佐に任じられる。一人称は『俺』。ヘリック共和国大統領ルイーズ・テレサ・キャムフォードの息子であるが、「大統領の息子」という肩書きを持ち出されることを非常に嫌う。レッドリバーでバン一行と出逢い、その奇跡的な力に注目する。「負けてでも戦うの男」という信念を持ち、戦場では常に前線に赴き、部下たちからの信頼も厚い。また、バンのシールドライガーに同乗した際には、レイヴンのセイバータイガーの癖を見抜き、対レイヴン戦の初勝利をアシストしている。
ゴルドス、ゴジュラスガナー、ゴジュラスRoS、シールドライガー他、様々なゾイドを乗りこなす。プテラスに搭乗することもあるが、5度乗ったうち4度撃墜されるという不運な面も持ち合わせている。
ドクター・ディ
声 - 園部啓一
元ヘリック共和国軍の科学者。世捨て人の変わり者でスケベでいい加減な爺さんにしか見えないが、ルイーズ大統領を幼少時から良く知り、その経歴から今でも共和国には多大な影響力を持ち、共和国首都ニューヘリックシティの博物館では肖像画が展示されているほど。当初は後述する雪を降らせる実験のために、人里離れた場所で一人暮らし（隠居生活）をしており、共和国軍の基地から材料になりそうな物をくすねながら生活していた。孫がおり、一緒に生活するよう促すために時折彼の下に訪れていた。
子供のころ一度だけ降った雪に感動し、もう1度降らせるための実験に失敗し氷漬けになっているところを尋ねて来たバンたちによって救われる。その後も度々バンの前に現れては豊富な知識や経験を生かした助言をする（ただし大抵は引っ掻き回しただけで終わる）。
ムンベイがお気に入りで、彼女の尻を触っては、雑用を押し付けられたり殴られたりしている。フィーネが淹れた塩入りコーヒーが好物。
劇中でのブレードライガーの名付け親は彼である。
ルイーズ・テレサ・キャムフォード
声 - 高島雅羅
ヘリック共和国大統領。夫（故人）は前大統領。
ガイロス帝国軍との本土決戦に際し、圧倒的な彼我の戦力差に絶望し、無条件降伏の勧告を受け入れかけたが、ロブの説得で思い留まる。その後、バンやロブの作戦が成功すると、混乱する帝国軍に素早く停戦勧告を出すなど、高い外交手腕を持つ。
クルーガー
声 - 家弓家正
ヘリック共和国軍大佐。引退していたが、共和国軍の危機に際して復帰。一人称は『儂』重要防衛拠点である要塞を囮にして敵ごと爆破するなどの奇策を用いることもあるが、敵が瓦礫の撤去作業に時間を費やし再進撃に手間取ることまで計算した上での実行であるなど、かなりの戦略家である。本土決戦の際に要塞もろとも自決しようとしたが、フィーネの強硬的な制止で失敗。戦後はバンを引き取って彼を軍人として訓練し、さらに帝国と共和国の共同の「最終決戦計画」の陣頭指揮を執るが、ヒルツ配下の部隊の攻撃で負傷、ロブに後を託して戦線から離脱した。バンの父、ダンの親友でもあった。
フォード
声 - 中博史
ヘリック共和国軍中佐。シャドーとジークを勘違いしてバンたちを捕まえようとしたことがある。クルーガーの副官的な部下で、彼が前線を務めようとした時は部隊の指揮を任されたこともある。
ニューヘリックシティでの戦い以降一度も登場しないが、ZOIDS SAGAシリーズに登場する。
オコーネル
声 - 鈴木琢磨
ヘリック共和国軍中尉。後に大尉へと昇進する。ロブの副官的な存在。ガーディアンフォース設立後は、バンたちに任務を伝える役も。熱血漢的な一面を持つロブに比べると現実主義的で几帳面な、典型的な“副官”的存在であった。酒癖が悪い。
劇中では主にゴドス、コマンドウルフ、プテラスに搭乗するが、他にも様々なゾイドをそつなく乗りこなす。
ダン・フライハイト
声 - 梁田清之
バンの父親でヘリック共和国軍少佐。優秀で勇敢なゾイド乗りであり、「ジーク」と愛称を付けたコマンドウルフを愛機とした（バンの相棒のオーガノイドの名前もここからきている）。
身寄りのないレイヴンを保護していた。オーガノイドの研究に関与しており、黒いオーガノイド（シャドー）を保護しようとしたところをガイロス帝国軍のプロイツェンの指揮する師団に囲まれる。当時部下であったレオンに「バンとマリアを頼む」と言い残し、全師団を撃破するも絶命した。

#### ガイロス帝国
レイヴン
声 - 斎賀みつき
帝国軍の中で最強と言われるゾイド乗りで、プロイツェン直属の独立強襲戦闘兵。黒いオーガノイド・シャドーを連れている。一人称は「僕」だが、第二部のガーディアンフォース編からの一人称は「俺」。性格は極めて冷酷かつ好戦的。しかし後に惹かれ合うことになる古代ゾイド人の少女リーゼに対しては、時折不器用な優しさを覗かせるようになる。バンに「天才」と言わしめる操縦技術と戦闘センスを持つ。
幼いころ、オーガノイドを研究していた両親をオーガノイド・アンビエントによって殺害され、自らも襲われ記憶喪失になる。両親がゾイドの研究に掛かりきりだったため、以前からゾイドのことを良く思っていなかったが、記憶喪失になってからは両親を殺されたトラウマから、ゾイドへの憎悪のみを強く抱き続ける。その後、事件を捜査しに来たダンに引き取られるが、すぐに彼もオーガノイドを狙うプロイツェンにより目前で戦死。直後、プロイツェンを銃殺しようとするも一蹴され、彼に気まぐれから拾われて「レイヴン」と名付けられる。以降5年間に渡る軍人としての厳しい訓練を受け、その後、プロイツェンの手引きにより、共和国軍に解放され野生化していたオーガノイド・シャドーと出会い、服従させる。
プロイツェン直属の部下として行動する中でバンと出会い、幾度となく戦う宿敵となる。当初はバンに対し圧倒的優位に戦ってきたが、マウントオッサ火口付近にてセイバータイガーをバンのシールドライガーのEシールドに強引に突っ込ませ大破させる。その後プロイツェンから与えられたジェノザウラーを駆り、一度はシールドライガーを撃破したが、復活を遂げたバンのブレードライガーと壮絶な死闘を繰り広げた末、敗北。
初めての敗北と死線のショックで再び記憶喪失になり、茫然自失の状態でシャドーと共に各地の軍事基地を破壊しながら放浪していたが、数年後ガーディアンフォースとなったバンと偶然再会し復活。その後もダークカイザー（プロイツェン）の下で動く。彼から再び与えられたジェノザウラーがシャドーの力によりジェノブレイカーへ進化し、以降はそれを搭乗機とする。
自分に付き従うシャドーをゾイドの中でも特に忌み嫌っていたが、第49話で古代ゾイド人の少女リーゼの力によって、過去の記憶を取り戻して以降は孤独を恐れる一面を見せ、常に自分の傍らにいたシャドーの存在の大きさを知り、ゾイドへの憎しみも少しずつ消えていった。また自分のことを永遠に縛り付けようとするダークカイザー（プロイツェン）には元々反感を抱いており、さらにヒルツの操るデススティンガーの無差別攻撃によりシャドーが死亡したことから彼と決別。リーゼ、スペキュラー、そしてゾイドイヴの力で復活を果たしたシャドーと共に、ダークカイザーらに反旗を翻す。最終決戦ではバンと遂に共闘し、復活しパワーアップしたデスザウラーのEシールドを破壊する。
シャドー
声 - 不明
全長4.2m、全高2.1m、重量230kg、最高速度70km
ジークと同じ型のカプセルから生まれた黒色のオーガノイド。対になっている古代ゾイド人は不明。
オーガノイドの中でも戦闘能力に秀でており、通常のオーガノイドなら1分と持たないジェノブレイカーの制御を、3分間と比較的長時間行える。また他のゾイドと合体せずとも、翼を広げて飛行し、空中から突撃すれば小型ゾイド程度の装甲なら容易に貫通する事ができる。
ヘリック共和国軍のハルフォードの手によってカプセルから生まれた際はその場から逃走し、一度は完全に野生化するも、プロイツェンの部下に捕獲される。レイヴンと出会った以後は彼に忠誠を誓い、罵られても彼に付き従い続け、第33話の対ブレードライガー戦では燃え盛るジェノザウラーから彼を救出。その後は茫然自失となった彼と共に放浪の旅を続け、彼の復活後には搭乗機のジェノザウラーをジェノブレイカーへと進化させる。
しかしジェノブレイカーとの合体による極度の負担に耐え切れず徐々に弱っていき、第57話におけるデススティンガーの無差別攻撃をきっかけに絶命。しかし石化する直前にゾイドイヴの力でレアヘルツの谷へと転送され、物語の終盤にてゾイドイヴの力で復活する。当初はダークカイザー（プロイツェン）に洗脳されていたためレイヴンを認識できずに攻撃を加えたが、レイヴンは反撃せずに涙を流しながら粘り強く説得を続けたことで洗脳が解け、古代都市イヴポリスでの最終決戦においてレイヴンと共にダークカイザー、そして復活したデスザウラーに立ち向かった。
カール・リヒテン・シュバルツ
声 - 上田祐司（現・うえだゆうじ）
ガイロス帝国軍少佐。後に大佐へと昇進。ガーディアンフォース編に登場するトーマは実弟。一人称は『私』。性格は至って生真面目で、ルドルフへの忠誠心も非常に篤い。
帝国軍人として名門の家系シュバルツ家に生まれ育ち、歴戦の指揮官として部下から尊敬の意を受ける。ガイロス帝国・ミレトス城で皇太子時代のルドルフの戦術シミュレーションの講師を務めていた経歴もある。上官のプロイツェンの政策には最初から最後まで反感を抱いており、帝国と共和国を和解させようと心から願っていたが、戦争では自らが帝国軍の先頭に立つことになる。最後にはバンたちや共和国軍と協力してプロイツェンが復活させたデスザウラーと戦い、重要な役割を果たす。それ以後は共和国軍のハーマンとは盟友となり、共に酒を酌み交わす仲となっている。
ガーディアンフォースにも積極的に協力し、ウルトラザウルスに乗り組んで以降は、重力砲（グラビティカノン）の射撃管制を担当。バンたちと共にヒルツのデススティンガー、再び復活を果たしたデスザウラーと戦う。
初登場時はレッドリバー戦線でダークホーンに搭乗していたが、実の愛機は専用にカスタマイズしたアイアンコングSSとセイバータイガーSS。専用機は赤と黒を組み合わせたカラーリングで、ガトリング砲を愛用する。第2部では、アイアンコングSSと同じカラーリングのアイアンコングMk-IIに搭乗していた（ガトリング砲を含む全武装がアイアンコングMk-II仕様になっている）。
ルドルフ・ゲアハルト・ツェッペリンIII世
声 - 鶴野恭子
ツェッペリンII世の孫でガイロス帝国皇帝。第1部の登場時は10歳で、皇太子だった。一人称は『僕』。まだ幼いが責任感が強く、託された国と国民のことを常に考えている。「ルドルフが死亡した場合は皇帝の座に」というツェッペリンII世の遺言を悪用し、ガイロス帝国を乗っ取ろうとしたプロイツェンの刺客に暗殺されそうになったが、盗賊団のロッソ、ヴィオーラに先に誘拐され結果的に暗殺者の手から逃れる。最初は2人に対し恐れと反発を抱くも、やがて暗殺者たちから自分の身を守ってくれた彼らを両親のように慕うようになる。ロッソたちがレイヴンに倒されて以降はバン一行と行動を共にし、プロイツェンの野望を阻止しようと彼らと共に戦った。その後、正式に戴冠式を挙げてガイロス帝国の皇帝として即位。第2部では12歳となり、バンたちのゾイドイヴ探しやダークカイザー一味との戦いをバックアップする。一方でバンとフィーネと共にお忍びで魚釣り遊びに出掛けたりと個人的な付き合いも続けている。
理不尽な暴力に屈しないために強くなることを誓い、バンからゾイドの操縦を教わる。最初は「無理だ」と言われていたが、短期間でかなりの技術を身に付け、皇帝専用に改造されたセイバータイガー「ロイヤルセイバー」を見事に操縦してみせた。戴冠後も、皇帝専用のレドラーを自分で操縦したり、第45話ではフィーネから保険としてアーラ・バローネが応援要請を受けた際はストームソーダー（赤仮面機体）の後部座席に搭乗した。また、ガイロス帝国で開催される由緒ある「シンカーレース・ガイロスグランプリ」には謎の新人「マスカレード」として出場し、名うてのレーサーであるムンベイを破って優勝を果たす。
ホマレフ
声 - 宇垣秀成
ガイロス帝国宰相。年若いルドルフを政治面で全面的に補佐する忠義心の篤い堅実な人間だが、ルドルフを「お前」呼ばわりしたバンを激しく叱ったり、第二部のガーディアンフォース編ではルドルフを守るために、共和国のルイーズ大統領が搭乗させられている暴走ディバイソンへの攻撃命令を（彼女の要請でもあったが）問題になるのを承知で出したりと、ルドルフのことになると融通が効かなくなるところがある。
ギュンター・プロイツェン
声 - 大塚芳忠
ガイロス帝国軍元帥にして帝国摂政。「この星に国は二つも必要ない」が信念で、ヘリック共和国を国と認めず「反乱軍」と呼び、皇族を差し置いて皇帝になろうとするなど独善的で支配欲の強い性格の持ち主。一人称は『私』。当初はヘリック共和国軍を一気に殲滅せんと圧倒的な帝国軍を率いて共和国の本土に上陸したが、その矢先にルドルフ皇太子の祖父帝であるツェッペリンII世が崩御、直後にルドルフ皇太子の停戦命令により失敗する。が、ツェッペリンII世の「ルドルフ亡き場合はプロイツェンを皇帝に」という遺言を得たことで、ルドルフを亡き者にすることでガイロス帝国を乗っ取り、強いてはどこかでその存在を知った破滅の魔獣デスザウラーの強大な力を利用し、ガイロス帝国のみならず惑星Zi全土を支配しようと密かに企むようになる。そのために幾度となくルドルフの命を狙い、それと並行して密かにガリル遺跡から回収したデスザウラーのゾイドコアからゾイド因子を培養、配下のレイヴンに命じて他のゾイドから生きたまま抜き取らせた多量のゾイドコアを融合させ、やがてデスザウラーを復活させることに成功する。しかし彼の意識は既にデスザウラーの持つ邪悪な意識に取り込まれており、デスザウラーと共に国そのものを滅ぼそうとして帝都ガイガロスを焼き尽くし、帝国と共和国の連合軍も圧倒したが、バンのブレードライガーにデスザウラーを撃破され、彼もその爆発の中に消えた。
しかし、彼の身体はデスザウラーのゾイドコアとの融合を果たし、闇の支配者「ダークカイザー」として復活。ヒルツ、リーゼ、レイヴンを率いてゾイドイヴの力を利用し、古代都市イヴポリスに封印されていた本物のデスザウラーの体と融合して「デスザウラーそのもの」となろうとする。しかし、実際のところ彼はヒルツに言わせれば「デスザウラーにとってコアを守るための卵の殻」に過ぎず、復活の直前に完全にコアに取り込まれる形で最期を遂げる。
『愛と戦いのロボット 完全保存版』で発表されたアンケート「みんなで選ぶロボットアニメーションベスト100」では、「一番極悪な悪役・敵役は？」で第79位にランクインした。
ハーディン
声 - 浅野まゆみ
ガイロス帝国軍准将。プロイツェン直属の部下で、皇室親衛隊を率いる女性士官。プロイツェンも厚い信頼を寄せている。プロイツェンに心酔しており、時折彼からの信頼を失うのを恐れて、無理な行動に出ることがある。
ホマレフ宰相の城において、プロイツェンの戴冠式に乗り込もうとするルドルフたちを排除しようとしたが、ルドルフの救援に駆け付けた共和国軍のハーマンの部隊の攻撃を受け、壮絶な最期を遂げる。
搭乗機は機体色が赤いアイアンコング。
マルクス
声 - 坂口候一
ガイロス帝国軍大尉。出世欲と手柄のことしか考えていない小役人タイプ。後に念願だった少佐への昇進を果たすも、元上司のカールの配下に置かれ落胆。帝国の実権を握る摂政に何度もゴマをするが、なかなか名前を覚えて貰えなかった様子。最期は名誉に狂いプロイツェンから「死守せよ」との命令を受けたマウントオッサ火山基地の噴火に巻き込まれ最期を遂げる。
搭乗機はモルガ→ダークホーン→アイアンコング。
メッテルニヒ
声 - 山本尚弘
プロイツェンがルドルフを暗殺するために差し向けた刺客。帝国軍の特殊部隊であるらしい。スキンヘッドが特徴。
搭乗機はルドルフの居城の警備隊から奪取したダークホーン。当初は共和国軍による暗殺を装うためコマンドウルフに搭乗する予定だったが、作戦準備中にロッソたちの妨害で戦闘不能にされる。
デリス
声 - 櫻井孝宏
メッテルニヒの部下。偵察役をすることが多い。褐色肌と銀髪が特徴。
ロート
声 - 川島得愛
メッテルニヒの部下。赤髪が特徴。
ラルフ
声 - 三木眞一郎
ガイロス帝国軍少佐。エーベネ基地ならびに同基地に駐留するアイゼンベック部隊の指揮官。腕の良いゾイド乗りで、その実力はシュバルツも認めるほどだったが、時流に乗るためにプロイツェンの思想に傾倒していく。エーベネ基地に接近したバンとルドルフを攻撃した際にアーラ・バローネのストームソーダーに部隊を撃墜され、諦めずに追撃部隊を出そうとしたものの、ルドルフを救おうとするシュバルツに基地を破壊される。その後、ガイガロス決戦にも自らブラックレドラーを駆って参戦し、ロッソからも腕の良さを評価されたが「機体性能に頼り過ぎている」と指摘され撃墜される。なおシュバルツとは士官学校時代からの古い知人だった。
戦後はガイロス帝国とヘリック共和国の和平を認めず、ヒルツの口車に乗り、平和のシンボルとして帝国に譲渡予定だった3S（ストームソーダー・ステルスタイプ）を強奪して共和国軍基地への攻撃を目論んだ。3Sのコマンドオプションを奪取するために再び共和国軍基地への攻撃を仕掛けた際、迎撃に現れたアーラ・バローネと再戦。性能差を見せ付けてヴィオーラ機を撃墜したものの、ロッソからの「相変わらず機体性能に頼りすぎている」との指摘には耳を貸さなかった。最終的には性能差を覆される形で、またもロッソに「ゾイドは心で操るもの」という言葉と共に撃墜される。
ミューラー
声 - 浜田賢二
ガイロス帝国軍の中尉でラルフの部下。ラルフの相棒的存在で、ブラックレドラーを駆ってはバンたちを幾度と無く付け狙うが、その度にアーラ・バローネのストームソーダーに阻まれ続ける。
戦後はラルフと共にヘリック共和国軍へのテロ行為のために共和国軍基地から3Sを強奪したが、バンたちの奇策で3Sのステルス機能を無効化され、さらにカタパルトで発進してきたバンのブレードライガーの攻撃を受けて撃墜される。
シーパース
声 - 内田直哉
ガイロス帝国軍大尉。ガイロス帝国の領内でルドルフを帝都ガイガロスまで護送していたバンたちを発見し追撃したが、彼らが資産家マクマーンの私有地に逃げ込んだために取り逃がす。その後マクマーンの邸宅を包囲してバンたちを追い詰めるも、マクマーンの私兵隊やアーラ・バローネの攻撃を受けて部隊を失い、自身もバンに敗北する。
第二部のGF編では、ハルフォード中佐の指揮する対ジェノブレイカー戦で行方不明になっていたバンの捜索を帝国軍の上層部から言い渡されるも、上記の件を根に持っていたために握り潰そうとした。なお、トーマによれば何かと黒い噂が絶えず、ガーディアンフォース内部でも彼を快く思わない人間は数多くいたようである。しかし突然現れたリーゼに「職権乱用で私腹を肥やしていることをバンに掴まれた」と唆され、バンを誘い出して殺害するためノーデンスの遺跡付近の村を襲撃する。現れたバンを村人ごと殺そうとするが、救援で駆け付けたアーバインやトーマの攻撃を受け、今までの悪時も露呈し、部下もろとも逮捕される。
搭乗機はレッドホーン。
ロカイ
声 - 櫻井孝宏
へリック共和国の首都ニューヘリックシティで帝国軍の捕虜として追われていたところをバンに助けられ、帝国に逃げ延びる。その後、帝国軍に捕縛されたバンとルドルフたちを救出する。故郷に着いた時、すでに母親は他界しており、バンたちを救出した罪で帝国軍の兵士たちに追われ居場所が無くなる。バンには名を名乗らずにどこかへ逃げ去る。
三銃士
帝国皇室に仕える皇帝銃士隊の中でも「最強」と称された3人のゾイド乗り。かつては勇者の谷と呼ばれる闘技場で開催されていた帝国・共和国の一流ゾイド乗りたちによる決闘に参加し「伝説の三銃士」と呼ばれていた。現在は一線を退き、勇者の谷近くの森の中で隠遁生活を送っていたがプロイツェンの勅命を受け、帝都ガイガロスまでルドルフを護送していたバンたちと勝負することになる。一線を退いたとはいえ、旧式のセイバータイガーATで一個中隊を短時間で全滅させるほどの腕を持つ。
グロスコフ
声 - 宝亀克寿
銀色のセイバータイガーAT（皇室銃士隊仕様）を駆る。体格差で上回るアイアンコング2機を単機で瞬く間に撃破するなど、その実力は確かなもの。バンら一行との勝負では先鋒を務めアーバインのコマンドウルフと相討ちになる。
ビーピー
声 - 八木光生
銀色のセイバータイガーAT（皇室銃士隊仕様）を駆る。バンら一行討伐の任にプロイツェンの陰謀を疑うが命令に従って出陣する。彼らとの勝負では2番手にバンと対戦し、互角のぶつかり合いの末に負けはしたものの、ブレードライガーのブースターを損傷させる健闘を見せる。
ワグナー
声 - 堀勝之祐
金色のセイバータイガーAT（皇室銃士隊仕様）を駆る。三銃士のリーダー的存在。バンら一行との勝負では3番手に出撃し、「一切の手出しは無用」との約束を反故にし不意討ちを仕掛けようとしたアイゼンベック部隊のブラックレドラーを全機撃墜、最後は全ての火器を機体から排除した上で格闘戦でバンと戦う。バンを始終圧倒するが、偶然視界に飛び込んだルドルフに気を取られて隙を見せバンに敗れる。

### その他の登場人物
レオン
声 - 安井邦彦
バンたちの村にある教会の神父。村人の相談役もしている。元共和国軍の軍医で、バンの父ダンとは戦友。
マリア・フライハイト
声 - 岡村明美
バンの姉。面倒見のよい性格で少々口うるさく、バンにとっては母親代わりの存在でもある。第2話でジークに目を付けた盗賊団デザルト・アルコバレーノに「オーガノイドと交換」との条件で人質にされるが、バンによって救出される。レオン神父のことを慕っている。
ウィンドコロニーの長老
声 - 八木光生
バンたちの村の長老。
ロッソ
声 - 中村大樹
盗賊団デザルト・アルコバレーノの隊長。一人称は『俺』。元は帝国軍の小隊長だったが、停戦協定後は盗賊団として遊撃戦をしていた。オーガノイドのジークを献上して軍に復帰しようと、バンたちを度々襲撃する。レッドリバー戦線において、「盗賊団の仲間たちまで捕まらせたくない」と盗賊団を解散させ、自分1人で責任を負い投獄される。人間としてはできた人物で、脱獄後に帝国への恨み返しとしてルドルフを誘拐するも情が移り、結局は彼を守るために第21話では命を掛けてレイヴンのジェノザウラーに挑んだが敗北、その後は共和国軍に救助され、ドクター・ディの下で特殊部隊に参加。謎のゾイド乗り「アーラ・バローネ」の赤仮面としてルドルフを陰から助けてきた。ルドルフの戴冠後はヴィオーラと共に皇帝直属の親衛隊となる。物語の終盤ではイセリナ山のコロニーにてヒルツのデススティンガーと交戦するも荷電粒子砲によってコロニーは壊滅、生死不明となった。しかし最終回にて生存が確認され、ヴィオーラと共にエンディングに登場している。
ストームソーダーに搭乗してからは一度も撃墜されていない。
搭乗機はレッドホーン→アイアンコング→ストームソーダー アーラ・バローネ仕様。
アニメ完全オリジナルキャラで原案の上山は設定に関わっていない。後に上山が描く漫画版にも逆輸入される形で登場する。彼の盗賊団のメンバーは全員がイタリア語で色に関係した名前が付けられている。
ヴィオーラ
声 - 深見梨加
盗賊団デザルト・アルコバレーノの副隊長で、ロッソの恋人でもある。一人称は『私』。イセリナ山内のホワイトコロニー出身で、ローザという妹がいる。飛行ゾイドの操縦を得意とするが、バンたちには良く撃墜された。帝国への恨み返しにロッソと共にルドルフを誘拐したものの、ロッソと共にルドルフの命を守ることになり、その後は「アーラ・バローネ」の紫仮面として登場。物語序盤ではレドラーを愛機としていたため、敵であってもレドラーを撃墜することには多少の抵抗があるらしい。去り際に残す「Catch you later」が決め台詞だが、第45話のみ彼女が撃墜されたためルドルフが代わりに言った。さらに第60話ではヒルツがこの台詞を真似ている。
搭乗機は赤いレドラーVrS→ストームソーダー アーラ・バローネ仕様。
ローザ
声 - 出口佳代
ヴィオーラの妹。純真で心優しい少女。姉が盗賊になっていることを知らず、彼女を軍人として尊敬している。第二部のGF編では故郷の村をデススティンガーに焼き払われる直前ヴィオーラに救出される。
パイルバンカーを装備したゴドスを所有している。
ビアンコ
声 - 藤田圭宣
盗賊団デザルト・アルコバレーノのメンバー。冷静な性格。第1話でシールドライガーと初めて戦闘し敗北する。搭乗機は黄色のコマンドウルフ。
ネーロ
声 - 樫井笙人
盗賊団デザルト・アルコバレーノのメンバー。強気な性格。第1話でシールドライガーと初めて戦闘し敗北する。搭乗機は黄色のコマンドウルフ。
ブル
声 - 宮下道央
盗賊団デザルト・アルコバレーノの新米メンバー。第1話でガイサックの性能を試すためにバンとジークを襲うが、飛行形態になったジークに敗れた。
間接的に彼がバンを襲撃したことによって、バンがジークやシールドライガー、フィーネと出会うきっかけを作っている。搭乗機は水色で野良のガイサック。
ヴェルデ
声 - 柏倉つとむ
盗賊団デザルト・アルコバレーノのメンバー。女好き。第2話でジークを入手するため、ウィンドコロニーを襲撃。ジークと合体したシールドライガーに敗れた。搭乗機はモルガ。
ジャッロ
声 - 並木伸一
盗賊団デザルト・アルコバレーノのメンバー。無口。第2話でジークを入手するため、ウィンドコロニーを襲撃。ジークと合体したシールドライガーに敗れた。搭乗機はモルガ。
スティンガー
声 - 矢尾一樹
「釣り人（フィッシャーマン）」の異名をとる、極悪非道の賞金稼ぎ。第24話で登場。オネエ言葉で喋りながら人を食ったような態度を取るが、キレると口調が一変し凶悪な本性を露にする二重人格の持ち主。腕は良いが、目的のためなら手段を選ばない。獲物が苦しむところを観察するのが趣味。愛機は専用に改造されたセイバータイガー・スティンガースペシャル、ガイサック・スティンガースペシャル。
最初はメッテルニヒたちと組んでルドルフを誘拐するが、バンのブレードライガーの最初の餌食となる。その後クロスボウ兄弟と会い、バンとオーガノイドのジークの情報を提供した。数年後、クロスボウ兄弟と組んで休暇で湖に来ていたルドルフと婚約者のメリーアンを狙い、ルドルフを人質にとって再びバンと戦ったが、バンとトーマの前に敗退し逮捕される。バンに感化されて獄中で改心し、刑務所がヒルツのデススティンガーに襲撃された際、他の受刑者が避難する中で同じく改心したクロスボウ兄弟と共にデススティンガーに挑んだが撃破される。
クロスボウ兄弟・兄（アルバート）
声 - 不明
賞金稼ぎ。第26話で初登場。搭乗機は砂漠での戦闘に特化したヘルディガンナーDT。
クロスボウ兄弟・弟（ロス）
声 - 八戸優
賞金稼ぎ。第26話で初登場。搭乗機は兄と同じ砂漠での戦闘に特化したヘルディガンナーDT。
マクマーン
声 - 堀内賢雄
ムンベイの元恋人。第30話で初登場。貿易を営んでいる資産家の好青年で、別れた後もムンベイのことを大切に想っている。真顔でクサい台詞を口にし、笑うと輝く白い歯がポイント。帝国領内に居住しており、帝国軍のシーパース隊に追われていたルドルフやバンたちをムンベイの好で匿った。貿易商として物資調達に関わっているために帝国軍上層部にも影響力を持ち、バンたちを匿っているところを現行犯として押さえるまではシーパース隊も引き下がるしかなかった。邸宅の庭先に多数のダークホーン部隊を隠している。また帝国以外にも世界各地に邸宅を持っている。

### ガーディアンフォース編からの登場人物
トーマ・リヒャルト・シュバルツ
声 - 伊藤健太郎
ガイロス帝国軍のカール・リヒテン・シュバルツ大佐の実弟で、ガーディアンフォースの一員。一人称は『俺』、実兄の前では『僕』、フィーネの前では『私』。帝国軍での階級は中尉。名家の生まれだけあってプライドが高く、ゾイドに関する知識やゾイド乗りとしての腕前には絶大な自信を持っている。
優秀な兄に対し、尊敬と同時にコンプレックスも抱いており、彼よりも優れている点を見付けようと幼少時代からメカを研究。帝国軍の約7割以上もの最新兵器の開発を手掛ける帝国の技術機関「ヴァシコヤード・アカデミー」を卒業し、本人曰く「オーガノイド以上の性能を持つ」という戦闘AI「ビーク」を自ら開発し、搭乗機（主にディバイソン）に組み込んで活用している。
エリート意識が強いが女性には免疫がなく、フィーネに一目惚れし、それに伴ってバンを一方的にライバル視するようになる。プライドの高さゆえ融通が効かず些細なことで感情的になったり、さらにバンとフィーネの関係に一喜一憂したりと三枚目な立場として描かれることも多いが、GF編の全編に渡って両軍のエースとして活躍した。
愛機は戦争終結後、和平の証としてヘリック共和国軍から譲渡されたディバイソンTS。必殺技であるメガロマックスは同クラスのゾイドでは圧倒的な威力を持ち、レイヴンのジェノザウラーの荷電粒子砲ともほぼ互角であるものの、長時間の撃ち合いにエネルギー供給用のパイプが耐えられず、押し切られる。
ビーク
トーマが作った戦闘用AI。主にトーマのディバイソンに搭載されて使用する。索敵や分析能力、さらに火器管制機能に優れており、トーマはその性能を「オーガノイド以上」と自負している（オーガノイドとは劇中では実際に競い合ったことが無いために定かではないが、一度物語途中でヒルツのアンビエントによってディバイソンの制御を奪われている）。ディバイソンの操縦桿を兼ねた専用の機関銃を外部端末として使用可能で、第56話でトーマが怪我で入院中、バンも一度だけ使用したことがある。完全に意志を持っており、トーマのボケに電子音でツッコミを入れたり、怒られてオドオドしたりする可愛らしい一面もある。
ヒルツ
声 - 櫻井孝宏
ダークカイザーの下で動く古代ゾイド人の青年。赤いオーガノイド・アンビエントを伴っており、そのアンビエントにかつてレイヴンの両親を殺害させた張本人。丁寧な言葉遣いや立ち居振る舞いを時折見せるが、性格はレイヴン以上に冷酷かつ残忍。古代ゾイド人以外の人間を虫ケラ扱いしているが、自分の手を直接汚すことはしない主義。口癖は「バイバイ」。
殺戮・破壊そのものを目的とし、当初はダークカイザーの部下として数々の潜入工作や破壊工作でバンたちはおろかヘリック・ガイロス両国を翻弄した。そしてデススティンガーの入手後はそれを自ら操縦し、共和国の各主要施設や首都ニューヘリックシティを単機で壊滅させた。さらにバンたちが今まで旅してきたルートに沿って街を次々と襲撃するなど、バンたちの過去と未来を否定するための見せしめのような行動を取りながら帝都ガイガロスを目指す。その後、バン、アーバイン、トーマたちの決死の作戦によりデススティンガーはウルトラザウルスの重力砲（グラビティカノン）の攻撃を受けて行動不能に陥るが、致命傷を負ったデススティンガーをアンビエントの力で蘇生させた後に撤退。次に古代都市イヴポリスに向かうバンの前に立ちはだかるも、予想以上のバンとブレードライガーの力に圧されていく。最終的にはゾイドイヴの力で肥大化したデススティンガーのゾイドコアと一体化し、その直後にはイヴポリスに赴いてダークカイザーことデスザウラーのコアとも融合して自らがデスザウラーそのものとなる。そして破壊衝動の赴くまま惑星Ziを破滅させんと暴れまわるが、バンの決死の攻撃によりデスザウラーもろとも滅ぼされた。
リーゼと違い、彼がいつ復活したのか、バンたちと出会うまでどこで何の活動をしていたのか、なぜ世界を滅ぼそうとしたのかといった具体的な過去は描かれていない（フィーネにプロイツェンと同様でデスザウラーの邪悪な意識に操られていることを指摘されていたが、自身はそれを否定している）。
アンビエント
声 - 不明
全長4.2m、全高2.1m、重量240kg、最高速度60km
ヒルツと対になっている赤いオーガノイドで、エッジの入った頭部が特徴。
かつてカプセルはレイヴンの両親によって確保されていたが復活と同時にヒルツの指示でレイヴンの両親を殺害している。
合体したゾイドの形態を強化させる能力を持ち、ステルスバイパーと合体した際にはその機体のサイズを倍以上に巨大化させ、さらにガンスナイパーと合体した時には機体の全身に針状のミサイルが突き出した異形の姿（通称・トゲスナイパー）へと変えた。そうでなくともディバイソンに合体して想うがまま操ったり、致命傷を負ったデススティンガーを蘇生させたり、蘇生後の戦いでは激しい損傷が癒えていなかったデススティンガーのボディを完全に修復したりと非常に多くの能力を有している。
最期は、ゾイドイヴの力で肥大化するデススティンガーのゾイドコアにヒルツもろとも取り込まれ、そのまま彼と運命を共にした。
リーゼ
声 - 日髙のり子
ダークカイザーの下で動く古代ゾイド人の少女。中性的な顔立ちと体型で、一人称は「ボク」。青いオーガノイド・スペキュラーを相棒に連れている。大きさ10cm程度の昆虫型ゾイド（ドクター・ディ曰く、ダブルソーダや作中に登場しなかったサイカーチスの始祖にあたる古代ゾイド）を用い、人間やゾイドの精神に直接介入して敵を操る精神攻撃を得意とする。その容姿と能力から「青い悪魔」の異名をとる（なおオコーネルからは男性と間違われており、「無垢な少年の姿をした青い瞳の悪魔」と称された）。
10年前、ノーデンスの遺跡で復活。ニコルというゾイド好きの少年と出会い心を通わせるも、ニコルは古代ゾイド人狩りのために襲撃してきた共和国軍の兵士から彼女を庇い、目の前で射殺される。共和国軍に引き渡されたリーゼは長年監禁生活を強いられ人格が歪む。それゆえ似たような境遇でありながら絆を培ったバンとフィーネに激しい嫉妬を覚え、彼らを敵視し付け狙った。
初登場時はスペキュラーとの合体によって突然変異したダブルソーダLiSに搭乗。その後、レイヴンのジェノブレイカーのゾイド因子を培養してサイコジェノザウラーを作り、それを愛機とした。戦いの中ヒルツに裏切られ、その後は自分の命を救ってくれたレイヴンと共にダークカイザーの野望の阻止に向かった。レイヴンとの触れ合いで少しずつ少女としての本来の顔を取り戻し、最終的に相思相愛の仲となった。
スペキュラー
声 - 不明
リーゼと対になっている青いオーガノイド。他のオーガノイドよりもかなり細身のボディが特徴。
アンビエント同様に合体したゾイドの形態を変化させる能力を持ち、ダブルソーダの身体をさらに巨大化させたりできる。本編では、あまりゾイドとは合体せず専らリーゼの足として働いていた。
カニンガム
声 - 高木渉
共和国軍中尉を名乗り、各地に埋没した爆薬の除去という名目で活動していた男。しかし、実際は砂漠に埋まっていた軍資金の金塊を掘り出して横領することを企んでいた。
いざ金塊の入ったコンテナを発見したところでバンとドーセットの介入で率いていた部隊を全滅させられるが、実はドーセットとは繋がっており、部下を切り捨てて二人だけで金塊を独占しようとしていた。しかし、最初から二人の目的に気付いていたバンに追い詰められた挙句、ドーセットとガンスナイパーも倒され、あっけなく拘束された。
ドーセット
声 - 小野健一
「共和国軍 軍警察 特別捜査官」と名乗り、カニンガムを逮捕するためバンに彼の逮捕協力を依頼する。しかし、実はカニンガムとは繋がっており、カニンガムの部下を共に駆逐したと見せ掛け、彼を追い掛けるという名目でカニンガムと一緒に逃亡しようとしたが、そこに二人の繋がりを知っていたバンが立ちはだかったために戦うこととなる。戦闘ではガンスナイパーの射撃能力にEシールドも数発で貫く特殊徹甲弾を用いてバンと互角の勝負を繰り広げるが、止めの一発を躱されて形勢を逆転された。後に収監先の刑務所がヒルツのデススティンガーに襲撃された際、解錠されたはずの牢の扉が開かずに閉じ込められていたスティンガーを、ハインツと共に2人がかりで救出している。
乗機はガンスナイパー。
メリーアン
声 - 千葉千恵巳
ガイロス帝国屈指の名門貴族であるアウグスト・クラウゼヴィッツ侯の一人娘であり、ルドルフの婚約者。
ルドルフとは対照的に陽気で口煩い性格をしており、人目も憚らずルドルフにアタックする。トーマがフィーネに想いを寄せていることに気付いて彼に協力した。
ファントム
声 - 永野広一
悪名高い殺し屋で、本名は不明。プロイツェン支持派残党の依頼を受けて国営のシンカーレース「ガイロスグランプリ」当日にルドルフを暗殺しようと企む。
標的以外の人間は殺さず、かつ一度引き受けた依頼は絶対に中止しないことを流儀としており、依頼主が逮捕されても予定通りガイロスグランプリの当日に行動を開始。離れた海域の船上から脚部を改造したガンスナイパーを用いて会場のルドルフを狙撃しようとした。しかし前日の予行演習をきっかけにひょんなことから自分の居場所が知られ、計画を変更し直接会場に乗り込んでルドルフを殺そうとした。しかし会場に居たのは自分を誘き寄せるためのダミーであり、まんまと引っかかって逮捕された。逮捕時は潔く負けを認めて一切抵抗しなかった。
キャロル
声 - 玉川紗己子
共和国軍情報部のエージェント。アーバインを兵器密売の容疑で逮捕し、彼を護送船に載せて運ぶ任務を負う。しかし、アーバインが船から逃亡、それを止めようとして船から放り出され、それ以降はアーバインの無実を証明するために彼と行動を共にする。後に武器密売の真犯人はガースであることを突き止め、お互い変装してガースの館に潜入したが、実は彼女もガースの配下であった。ガースに「アーバインを殺せと」命令されるがそれを拒んで彼を逃し、自身はストームソーダーに乗ってアーバインに一対一の決闘を挑む。かつて妹を戦争で亡くしており、そのために今の平和を受け入れることができないとしてアーバインの説得にも耳を貸さなかったが、激しい高速戦の末ストームソーダーを撃墜され、脱出すること無くそのまま海の中へ消えた。
搭乗機はストームソーダー キャロル仕様。
ガース
声 - 糸博
元共和国将軍。軍を退役後は両国の退役軍人を集めて戦災孤児救済を名目に「Zi基金」という慈善団体を設立した。
しかし、その実態はゾイド用の強化パーツの製造と密売を行なっていた悪党で、偶然そのことを知ったアーバインに罪を擦り付け、彼のライトニングサイクスをも奪った。
ライトニングサイクスを量産してそれを売りだそうと目論み、部下のキャロルに命じてアーバインを始末させようとしたがキャロルはそれを拒否、さらに別ルートでガースのことを突き止めたバンたちを迎え撃とうと自らガンスナイパーに搭乗してバンたちの前に立ちはだかるも撃破された。生死は不明。
ハインツ・ベルトー
声 - 森川智之
「ヴァシコヤード・アカデミー」でウェポンコーディネーターを務める男。第56話で初登場。「ゾイドにはパイロットは不要であり、コンピュータ制御のゾイドこそ無敵である」という理論の元、同僚のアレキサンダーとクルトと組んで「トリニティゴースト」を名乗り、アレキサンダーの考案した電子幻影システム「トリニティコリド」で生み出した三つ首の巨大セイバータイガー「ケルベロス」でガイロス帝国軍所属のゾイドを無差別に襲撃していた。トーマのディバイソンも襲撃したが、次に狙ったバンにはトリニティコリドの原理を見破られる。それでもプログラム操縦の3体のセイバータイガーを差し向けてバンのブレードライガーに挑むも、全く敵わなかった。しかし、プログラムを拒否しなおも闘志を捨てないセイバータイガーたちを見て考えを改め、大人しく負けを認めて縛に付いた。後に収監先の刑務所がヒルツのデススティンガーに襲撃された際、解錠されたはずの牢の扉が開かずに閉じ込められていたスティンガーを、ドーセットと共に2人がかりで救出している。
ハルフォード
声 - 立木文彦
ヘリック共和国軍中佐で、対ジェノブレイカー戦術担当の司令官。第48話で登場。非常に傲慢かつ頑迷な性格で、登場するやいきなりライトニングサイクスに乗るアーバインを「馬の骨」扱いした。ジェノブレイカー対策として、3方より敵を包囲して撃破する「デルタフォーメーション」を提唱、バン、アーバイン、トーマの3人を実戦部隊として実行に移す。コンピューターによりはじき出されたデータを絶対としており、作戦の成功確率が落ちるとして、出力調整によりスピードアップしたブレードライガーの速度の低下、荷電粒子砲の対策としてライトニングサイクス、ディバイソンに取り付けた電磁振動フィールド発生装置の解除を命令したが、いずれも無視された。
パイロットの身の安全よりも任務遂行が第一と考えており、対ジェノブレイカー戦の主力と考えていたゴジュラスを含む共和国部隊が荷電粒子砲の直撃を受けて一瞬で消された（当初のシミュレーションでは完璧な結果を残していた）時も、生き残った3人で作戦の続行を決めるが、失敗に終わる。その後は登場せず以降の去就は不明となっている。
本職は古代遺跡の調査部門であり、下心から、作戦終了後フィーネをガーディアンフォースの任から外し、「ゾイドイヴ探しに行かないか」と話を持ち掛けたが、一蹴される。
かつてはレオンと同じくバンの父・ダンの部下であった。発見したオーガノイドが人命と引き換えに帝国軍へ明け渡されそうになった際、彼はそれを阻止するためにオーガノイドを逃がしたが、その身勝手な行動が災いし、ダンを死に追いやる羽目になる。
ニコル
声 - くまいもとこ
レイヴンのジェノブレイカーとの戦闘で敗れたバンが流れ着いた山村で出会った少年。それ以前の放送でも、リーゼの回想という形で名前と顔だけは登場していた。
絵を描くこととゾイドが好きで白いカラーのヘルキャット「チロル」を相棒としているが、本人はまだ未熟で上手く乗りこなせないらしい。
戦いで負傷していたバンを救助し、ある洞窟遺跡に運び込んで介抱した。その後バンと一緒にチロルに搭乗して遊ぶなどしたが、実は10年前に古代遺跡で見付かった古代ゾイド人の少女（リーゼ）を共和国軍の兵士から庇って射殺されており、チロルもすでに機能停止していたことが判明する。
彼とチロルが登場する第51話はオカルトチックな内容となっており、このほかにもバンが皆と合流したところを狙ったリーゼのサイコジェノザウラーの前に霊のように現れ、彼女の攻撃からバンたちを庇う描写がある。

## 作中用語
オーガノイド
全長2～3m程度の小型獣脚類型ゾイド。
古代ゾイド人によって作り出されたゾイドで、当時の古代ゾイド人のパートナーとして存在していた。
背中にブースターやウイングを搭載しており、それにより空を高速で飛行することが可能で、胴体内には人間を一人入れられるだけのスペースがある。
言葉は話さないが人間の言葉を理解できるほどの高い知能を有し、何より大型ゾイドと融合してコアに取りつくことでそのゾイドの基本性能を大幅に引き上げたり、さらには自己進化を促すなど現代技術の枠を超えた能力を発揮する。その他にも開いた胴体から伸ばしたチューブを人間の体に巻き付けて体内に格納したり、ゾイドイヴにアクセスさせたりといった機能を持つ。
その存在と機能は現代でも知られており、当時の両軍はこのオーガノイドを重要な研究対象として求めていたことから序盤のロッソたちは帝国軍への手土産にするためバンのジークを狙い、アーバインもその力に目を付けて幾度と無くバンからジークを奪おうとしていた。
劇中に登場したのはジーク、シャドー、アンビエント、スペキュラーの4体で、シャドー以外はパートナーとなる古代ゾイド人と共にカプセル内に封印されていた。
古代ゾイド人
かつて惑星Ziを支配していた種族。外見は普通の人間と変わらず、ドクター・ディ曰く身体の構造も非常に似ているらしい。
超古代の時点で現代以上の高度な文明と優れた技術力を誇り、ゾイドコアを生み出すせるゾイドイヴや、自らを補佐するオーガノイドなどを作り出した。
しかし、歴史の中で大規模な戦争が勃発、それを終結させるためとして当時の科学技術の粋を集めて最強のゾイドである「デスザウラー」を開発したが、自我を持ったデスザウラーは暴走して古代ゾイド人たちに牙を剥いたばかりか、惑星Ziそのものを滅ぼそうと暴れ狂い、その結果文明は崩壊し、古代ゾイド人たちもほぼ全滅に追い込まれた。フィーネなど僅かに生き残った古代ゾイド人たちはゾイドイヴを停止させ、オーガノイドと共にカプセルで眠りについた。
現代ではフィーネとジークの眠っていたウインドコロニー周辺の砂漠にあった遺跡の他、デスザウラーのゾイドコアが封印されていたガリル遺跡、デススティンガーの素体があったガリル遺跡や海底遺跡など世界各地には、この古代ゾイド人が残した古代遺跡が多数現存している。
石化現象
ゾイドコアの停止後、もしくは停止直前からゾイドの機体が文字通り徐々に石のように変化する現象。一般的に、全身が石化しきることはゾイドの完全な死亡を意味する。なおデススティンガーは石化後にアンビエントとの合体により蘇生したことがあるが、その際はゾイドコアが微かに再鼓動していた。全身が石化しゾイドコアも機能していない、完全に死亡したゾイドを復活させたことがあるのは作中ではジークのみである。
スリーパーゾイド
ヘリック共和国、ガイロス帝国の両軍が領土防衛用や奇襲用に大陸の各地に配備した無人稼働ゾイドの総称。
基本的に侵入者が特定のエリアに入ると、自動的に起動してその侵入者を排除することを目的としているが、場合によっては敵軍の物資やゾイドを感知するとそれを破壊するために戦術的な行動を取ることも可能。
戦後は用済みということで回収作業が進められていたものの、ヒルツ率いる盗賊団に「ゾイドコア改造計画」の実験台としてかなりの数が盗難されていたことが判明する。
劇中では主にガイサックやレブラプターなどが使用されている。
レアヘルツ
ゾイドの機能を狂わせて凶暴化させる正体不明の電磁波。
原理も原因も不明で、発生源が常に移動していることから基本的にいつ、どこで発生するかも定まっていないが、常にこのレアヘルツ現象が起こっているレアヘルツの谷と呼ばれる場所があり、その奥地に古代都市イヴポリスの入り口が隠されている。
ゾイマグナイト
ゾイドの自己治癒能力を高めることが可能な青色の鉱物で、火山など限られた場所でしか産出しない。
第14話でレイヴンのセイバータイガーとの戦闘で負傷し機能停止したジークを回復させるために、バンは防護服を着用しマウントオッサ火山の火口に降りてこれを入手する。
続編の『スラッシュゼロ』に登場する主人公たちの母艦ホバーカーゴの内壁には、これが多数組み込まれているとされている。
ガーディアンフォース
終戦後、ヘリック共和国とガイロス帝国の両軍が共同で設立した超国家的治安維持特務部隊。
国家の垣根を越えてテロリストや犯罪組織を摘発、場合によっては駆逐掃討する組織であり、両軍の兵士の中でも屈指の実力者がその隊員に選出される。
所属隊員には独自の行動権限が与えられており、軍人としてだけでなく捜査官として事件の解決に当たり、時には両国の軍とも連携を取ることもある。
本編ではバン・フライハイトとトーマ・リヒャルト・シュバルツの二名のみが登場しただけなため、実際の規模や隊員の総数などは不明。
エンブレムはヘリック共和国とガイロス帝国の紋章を重ね合わせたものである。
重力砲（グラヴィティカノン）
デススティンガー殲滅の切り札としてピレムデン諸島の秘密基地で開発された超巨大砲。
ウルトラザウルスの左舷に装着される砲身部、右舷に装着されるパワージェネレーターおよび、その上に建つ管制塔で構成される。
砲口だけでも大型ゾイドがすっぽり入るほどの大きさを持ち、15テラボルトもの大電力を用いてリニアカタパルトに近い要領で特殊物質「プラネタルサイト」でできた砲弾を撃ち出す。
物語の終盤、全てのプラネタルサイト砲弾を撃ち尽くした後はデスザウラーに向けてブレードライガーそのものを弾丸として撃ち出したことでデスザウラーを撃破する。
プラネタルサイト砲弾
極めて大質量の内部重力を有する「プラネタルサイト」と呼ばれる特殊な物質を組み込んだ弾丸。
発射されて標的の上空に到達するとサボットが外れて作動、それと同時に物質内の超重力が崩壊現象を起こしてマイクロブラックホールが発生し、膨大な重力波が直径4kmに渡って展開される。
その威力は海面を海底ごと抉り取り、デススティンガーの重装甲をも容易く押し潰すほどの凄まじさを誇るが、プラネタルサイト自体が極めて希少な物質なためにテスト射撃用を含めて三発しか用意することができず、そのうち1発目はテストで消費、実戦で使われた2発目はデススティンガーの荷電粒子砲に防がれ、最後の3発目でようやくデススティンガーに命中させることに成功する。しかしデススティンガーは一度は致命傷こそ負ったものの、オーガノイド・アンビエントによって蘇生させられて仕留め切ることはできなかった。
その後、ウルトラザウルス内で4発目が急造されて復活したデスザウラーに向けて放たれたが、デスザウラーには重力波そのものを押し返される。
イヴポリス
かつて古代ゾイド人たちが住んでいた首都。レアヘルツの谷の奥地にある。
数百メートルの高層ビル群が立ち並ぶ大都市であったが、デスザウラーの暴走によって古代ゾイド人が滅んだ後、長い年月の果てに地中に埋まっていた。
その中央部にゾイドイヴが存在し、そしてデスザウラーのボディが封印されている。
ゾイドイヴ
古代ゾイド人が製作したゾイドコアの発生装置かつ、そのエネルギーの供給源となっている巨大な女神像。
このゾイドイヴが放つ光は、オーガノイドと同様にゾイドのゾイドコアを活性化させて、その性能や再生能力を大幅に向上させる。
目覚めたフィーネの記憶に唯一残っていた言葉であり、彼女の過去の手掛かりとしてバンたちはゾイドイヴを探す旅へ出ることとなる。
かつて古代ゾイド人たちはデスザウラーの暴走を止めるためにその力を使い、惑星Ziに存在する全てのゾイドたちの活動を停止させたが、封印が不完全だったためエネルギーが僅かに漏れ出しており、現在それが惑星Ziの全てのゾイドたちを生かしている。
しかし中途半端に力が漏れ出している状態なため、イヴポリス近辺には不用意に近づくと、ゾイドを狂暴化させるレアヘルツの谷が形成されている。
古代ゾイド人のフィーネとオーガノイドのジークのみがアクセスすることが可能で、全機能を停止させることができるが、停止させれば古代ゾイド人の生き残り全員と惑星Ziの全てのゾイドたちが死滅することになる。
物語の終盤、復活したデスザウラーに対してフィーネは今度こそゾイドイヴを完全に停止させようとしたが、その前にバンとレイヴンの活躍によりデスザウラーが倒されたために停止を免れ、最終的にイヴポリスの崩壊と共に再び地中に埋没する。

## スタッフ
- 原作 - トミー
- 監督 - 加戸誉夫
- 助監督 - 羽原信義
- シリーズ構成 - 隅沢克之
- キャラクターデザイン - 坂崎忠
- プロップデザイン - 尾形雄二
- デジタルディレクター - 林成輝
- アニメーションディレクター - 平野崇之
- VFXディレクター - 佐藤公一
- 3DCGIテクニカルディレクター - 中一太志
- 3DCGキャラクターテクニカルディレクター - 海谷陽一
- 3DCGモデリングディレクター - 長谷川歩
- 美術監督 - 朝倉千登勢
- 色彩設計 - 伴夏代、青木弘美・金丸ゆう子（第1話 - 第34話）
- 撮影監督 - 広瀬勝利
- 編集 - 山森重之
- 音楽 - Robert Etoll、杉内信介
- 音響監督 - 明田川仁
- 3DCGプロデューサー - 藤井篤
- デジタルプロデューサー - 広津晋司
- アニメーションプロデューサー - 下地志直、佐藤徹、千野孝敏→平松巨規
- プロデューサー - 諸冨洋史、中沢利洋
- アニメーション制作 - XEBEC
  - XEBECは2019年に親会社であるProduction I.Gに吸収合併されており、以降アニメ映像に関する製作物については同社が保有している。
- 製作 - 毎日放送、小学館プロダクション

## 主題歌
オープニングテーマ「Wild Flowers」
作詞 - 酒井悠介 / 作曲 - 丸山哲央 / 編曲 - RAMAR & 笹路正徳 / 歌 - RAMAR
全67話通して使用された。物語の進行に合わせて、アニメーションが細部変更されている。
エンディングテーマ
「Song for...」（第1話 - 第20話）
作詞 - MAHIRO / 作曲 - Yasu / 編曲 - Dear、西脇辰弥 / 歌 - Dear
「CHASE」（第21話 - 第37話）
作詞 - 野口純平 / 作曲 - 鳴瀬シュウヘイ / 編曲 - DEVELOP=FRAME & 大山正篤 / 歌 - DEVELOP=FRAME
第25話より、砂漠を疾走しているシールドライガーのシーンがブレードライガーに変更された。
「INTO YOURSELF」（第38話 - 第55話）
作詞 - TAKA / 作曲 - MASATO / 編曲 - TRANSTIC NERVE & 岡野ハジメ / 歌 - TRANSTIC NERVE
「Your song」（第56話 - 第67話）
作詞・作曲・編曲 - T2ya / 歌 - EARTH
最終話では、本編終盤に挿入される形で使用された。

## 各話リスト
| 話数 | サブタイトル           | 脚本       | 絵コンテ            | 演出     | 作画監督          | 放送日        |
| ---- | ---------------------- | ---------- | ------------------- | -------- | ----------------- | ------------- |
| 1    | 惑星Ziの少年           | 隅沢克之   | 加戸誉夫            | 加戸誉夫 | 坂﨑忠            | 1999年 9月4日 |
| 2    | 謎の美少女フィーネ     | 阪口和久   | 土蛇我現            | 日下直義 | 亀井治            | 9月11日       |
| 3    | 記憶                   | 荒木憲一   | 井上修              | 井上修   | 古池敏也          | 9月18日       |
| 4    | ふたりの用心棒         | 長谷川圭一 | 村山靖              | 杉谷光一 | 高橋晃            | 9月25日       |
| 5    | スリーパー・トラップ   | 小出克彦   | 金津賀浩            | 日下直義 | 池上太郎          | 10月2日       |
| 6    | とべ! ジーク           | 隅沢克之   | 藤本義孝            | 藤本義孝 | 坂﨑忠            | 10月9日       |
| 7    | レッドリバーの戦い     | 隅沢克之   | 土蛇我現            | 日下直義 | 池上太郎 亀井治   | 10月16日      |
| 8    | 共和国への道           | 阪口和久   | 藤本義孝            | 山口美浩 | 石井和彦          | 10月23日      |
| 9    | 魔物のすむ谷           | 小出克彦   | 井上修              | 井上修   | 古池敏也          | 10月30日      |
| 10   | 夢の降る山             | 荒木憲一   | 土蛇我現            | 日下直義 | 池上太郎 亀井治   | 11月6日       |
| 11   | イセリナの霧の中で     | 長谷川圭一 | 藤本義孝            | 藤本義孝 | 高橋晃            | 11月13日      |
| 12   | 黒のオーガノイド       | 阪口和久   | 金津賀浩            | 日下直義 | 池上太郎 亀井治   | 11月20日      |
| 13   | 激戦! クロノス砦       | 小出克彦   | 加戸誉夫            | 須藤隆   | 松田剛吏 加藤初重 | 11月27日      |
| 14   | めざめろジーク!        | 隅沢克之   | 土蛇我現 枝松箕乃武 | 日下直義 | 池上太郎 亀井治   | 12月4日       |
| 15   | ZG発動!                | 長谷川圭一 | 井上修              | 井上修   | 古池敏也          | 12月11日      |
| 16   | ニューヘリックシティ   | 荒木憲一   | 藤本義孝            | 藤本義孝 | 高橋晃            | 12月18日      |
| 17   | 共和国の一番長い夜     | 隅沢克之   | 土蛇我現 枝松箕乃武 | 日下直義 | 池上太郎 亀井治   | 12月25日      |
| 18   | 首都攻防               | 隅沢克之   | 藤本義孝            | 藤本義孝 | 坂﨑忠            | 2000年 1月8日 |
| 19   | プロイツェンの陰謀     | 小出克彦   | 土蛇我現 枝松箕乃武 | 日下直義 | 池上太郎 亀井治   | 1月15日       |
| 20   | 蘇る魔獣               | 阪口和久   | 杉谷光一            | 杉谷光一 | 高橋晃            | 1月22日       |
| 21   | 荷電粒子砲             | 長谷川圭一 | 井上修              | 井上修   | 古池敏也          | 1月29日       |
| 22   | 相棒の死!?             | 荒木憲一   | 箕ノ口克己          | 上條修   | 高見明男          | 2月5日        |
| 23   | 皇帝の指輪             | 小出克彦   | 星合貴彦            | 佐藤修   | 松田剛吏 加藤初重 | 2月12日       |
| 24   | 遠い呼び声             | 長谷川圭一 | 土蛇我現            | 日下直義 | 池上太郎 亀井治   | 2月19日       |
| 25   | 新（ニュー）ライガー   | 長谷川圭一 | 藤本義孝            | 藤本義孝 | 高橋晃            | 2月26日       |
| 26   | Ziの記憶               | 隅沢克之   | 土蛇我現            | 日下直義 | 池上太郎          | 3月4日        |
| 27   | 助けた男               | 荒木憲一   | 井上修              | 井上修   | 古池敏也          | 3月11日       |
| 28   | 走れウルフ             | 阪口和久   | 藤本義孝            | 藤本義孝 | 坂﨑忠 永田正美   | 3月18日       |
| 29   | 大空の勇者             | 隅沢克之   | 加戸誉夫            | 星合貴彦 | 高見明男          | 3月25日       |
| 30   | 君（ムンベイ）のワルツ | 小出克彦   | 土蛇我現            | 日下直義 | 亀井治            | 4月1日        |
| 31   | 三人の騎士             | 長谷川圭一 | 杉谷光一            | 杉谷光一 | 高橋晃            | 4月8日        |
| 32   | 破滅の魔獣             | 隅沢克之   | 星合貴彦            | 上條修   | 高見明男          | 4月15日       |
| 33   | 宿命の対決             | 隅沢克之   | 井上修              | 井上修   | 古池敏也          | 4月22日       |
| 34   | 帝都炎上               | 隅沢克之   | 藤本義孝            | 藤本義孝 | 松田剛吏 加藤初重 | 4月29日       |

| 話数 | サブタイトル                | 脚本       | 絵コンテ          | 演出           | 作画監督               | 放送日        |
| ---- | --------------------------- | ---------- | ----------------- | -------------- | ---------------------- | ------------- |
| 35   | 極秘指令                    | 荒木憲一   | 加戸誉夫          | 大槻敦史       | 坂﨑忠                 | 2000年 5月6日 |
| 36   | スナイパー                  | 小出克彦   | 土蛇我現          | 日下直義       | 亀井治                 | 5月13日       |
| 37   | 青い悪魔                    | 長谷川圭一 | 星合貴彦          | 星合貴彦       | 高橋晃                 | 5月20日       |
| 38   | 鋼鉄の野牛                  | 阪口和久   | 土蛇我現          | 日下直義       | 亀井治                 | 5月27日       |
| 39   | 見えざる敵                  | 小出克彦   | 井上修            | 井上修         | 古池敏也               | 6月3日        |
| 40   | ゾイド狩り                  | 荒木憲一   | はばらのぶよし    | はばらのぶよし | 大塚健 千葉道徳        | 6月10日       |
| 41   | 悪魔の迷宮                  | 長谷川圭一 | 土蛇我現          | 日下直義       | 亀井治                 | 6月17日       |
| 42   | レイヴン                    | 小出克彦   | 藤本義孝          | 藤本義孝       | 高橋晃                 | 6月24日       |
| 43   | 皇帝の休日                  | 阪口和久   | 大槻敦史          | 大槻敦史       | 加藤初重               | 7月1日        |
| 44   | 機獣大激突                  | 荒木憲一   | 藤本義孝          | 藤本義孝       | 坂﨑忠                 | 7月8日        |
| 45   | 漆黒の翼                    | 隅沢克之   | 加戸誉夫          | 南康宏         | 古池敏也               | 7月15日       |
| 46   | 海底の悪魔                  | 長谷川圭一 | 土蛇我現          | 日下直義       | 亀井治 池上太郎 坂﨑忠 | 7月22日       |
| 47   | 魔獣新生                    | 小出克彦   | 藤本義孝          | 藤本義孝       | 高橋晃                 | 7月29日       |
| 48   | 黒い稲妻                    | 荒木憲一   | 加戸誉夫          | 加戸誉夫       | 高見明男               | 8月5日        |
| 49   | 遠い星空                    | 隅沢克之   | 大槻敦史          | 大槻敦史       | 坂﨑忠                 | 8月12日       |
| 50   | G（ジェノブレイカー）包囲網 | 隅沢克之   | 星合貴彦          | 星合貴彦       | 高橋晃                 | 8月19日       |
| 51   | 遺跡の少年                  | 長谷川圭一 | 土蛇我現          | 日下直義       | 亀井治                 | 8月26日       |
| 52   | バンの力                    | 小出克彦   | 南康宏            | 南康宏         | 古池敏也               | 9月2日        |
| 53   | ファントム                  | 小出克彦   | 藤本義孝          | 藤本義孝       | 加藤初重               | 9月9日        |
| 54   | Gファイル                   | 隅沢克之   | 加戸誉夫          | 加戸誉夫       | 坂﨑忠                 | 9月16日       |
| 55   | 音速の決闘                  | 荒木憲一   | 星合貴彦          | 星合貴彦       | 高橋晃                 | 9月23日       |
| 56   | ケルベロス                  | 長谷川圭一 | 土蛇我現          | 日下直義       | 亀井治                 | 10月7日       |
| 57   | 悪夢                        | 隅沢克之   | 藤本義孝          | 藤本義孝       | 植田実                 | 10月14日      |
| 58   | 翼竜迎撃                    | 小出克彦   | 大槻敦史          | 大槻敦史       | 坂﨑忠                 | 10月21日      |
| 59   | 首都崩壊                    | 小出克彦   | 星合貴彦          | 星合貴彦       | 高橋晃                 | 10月28日      |
| 60   | 超巨大要塞                  | 長谷川圭一 | 藤本義孝          | 藤本義孝       | 加藤初重               | 11月4日       |
| 61   | 巨竜大海戦                  | 荒木憲一   | 土蛇我現          | 日下直義       | 亀井治                 | 11月11日      |
| 62   | 重力砲（グラビティカノン）  | 小出克彦   | 河野利幸 加戸誉夫 | 河野利幸       | 高見明男               | 11月18日      |
| 63   | 大決戦!                     | 長谷川圭一 | 大槻敦史          | 大槻敦史       | 高橋晃                 | 11月25日      |
| 64   | 古代の記憶                  | 荒木憲一   | 藤本義孝          | 河野利幸       | 植田実                 | 12月2日       |
| 65   | ゾイドイヴ                  | 隅沢克之   | 土蛇我現          | 日下直義       | 池上太郎               | 12月9日       |
| 66   | 滅びの刻                    | 小出克彦   | 藤本義孝          | 藤本義孝       | 高橋晃                 | 12月16日      |
| 67   | 明日への帰還                | 隅沢克之   | 星合貴彦          | 星合貴彦       | 坂﨑忠                 | 12月23日      |

## ネット局
出典は2000年10月中旬 - 11月上旬時点。遅れネットの放送時間は特筆のない限り全て土曜 17:30 - 18:00。
| 放送対象地域  | 放送局                | 系列           | ネット形態 | 備考                     |
| ------------- | --------------------- | -------------- | ---------- | ------------------------ |
| 近畿広域圏    | 毎日放送（MBSテレビ） | TBS系列        | 制作局     |                          |
| 関東広域圏    | TBS                   | TBS系列        | 同時ネット |                          |
| 北海道        | 北海道放送            | TBS系列        | 遅れネット |                          |
| 青森県        | 青森テレビ            | TBS系列        | 遅れネット |                          |
| 岩手県        | IBC岩手放送           | TBS系列        | 同時ネット |                          |
| 宮城県        | 東北放送              | TBS系列        | 同時ネット |                          |
| 山形県        | テレビユー山形        | TBS系列        | 同時ネット |                          |
| 福島県        | テレビユー福島        | TBS系列        | 同時ネット |                          |
| 新潟県        | 新潟放送              | TBS系列        | 同時ネット |                          |
| 長野県        | 信越放送              | TBS系列        | 遅れネット |                          |
| 山梨県        | テレビ山梨            | TBS系列        | 同時ネット |                          |
| 静岡県        | 静岡放送              | TBS系列        | 遅れネット |                          |
| 富山県        | チューリップテレビ    | TBS系列        | 同時ネット |                          |
| 石川県        | 北陸放送              | TBS系列        | 遅れネット |                          |
| 中京広域圏    | 中部日本放送          | TBS系列        | 遅れネット | 土曜 17:00 - 17:30に放送 |
| 島根県 鳥取県 | 山陰放送              | TBS系列        | 同時ネット |                          |
| 広島県        | 中国放送              | TBS系列        | 遅れネット |                          |
| 香川県 岡山県 | 山陽放送              | TBS系列        | 遅れネット |                          |
| 愛媛県        | 伊予テレビ            | TBS系列        | 同時ネット |                          |
| 高知県        | テレビ高知            | TBS系列        | 同時ネット |                          |
| 福岡県        | RKB毎日放送           | TBS系列        | 遅れネット |                          |
| 長崎県        | 長崎放送              | TBS系列        | 同時ネット |                          |
| 熊本県        | 熊本放送              | TBS系列        | 同時ネット |                          |
| 大分県        | 大分放送              | TBS系列        | 同時ネット |                          |
| 宮崎県        | 宮崎放送              | TBS系列        | 同時ネット |                          |
| 鹿児島県      | 南日本放送            | TBS系列        | 遅れネット |                          |
| 沖縄県        | 琉球放送              | TBS系列        | 同時ネット |                          |
| 秋田県        | 秋田テレビ            | フジテレビ系列 | 遅れネット | 月曜 16:25 - 16:55に放送 |

- 2013年にはBlu-ray BOX発売を記念し、キッズステーションにてデジタルリマスターHD版がセレクション放送された。
- 2023年にはゾイド誕生40周年を記念した各種展開の一環として、TOKYO MXにて同年4月3日から毎週月曜19:00 - 19:30枠で放送。

## 映像ソフト化
- セルDVDは全14巻、レンタル・セルVHSは全18巻。何れもジャケットイラストは異なる。
- Blu-ray BOXは2013年8月2日に発売。完全初回生産限定版には、コトブキヤHMMシリーズ 『ブレードライガー Blu-ray BOX Limited Ver』（クリア成型色仕様）が封入される[60]。2023年時点ではコレ以降映像ソフトのリリースはないため中古でも価格がプレミア化している[61]（前述のとおり、2023年には地上波で再放送が実現している）

## 配信
前述したTOKYO MXの再放送が好評だった事を受け、2023年5月1日よりYouTube「タカラトミー公式ホビーチャンネル」で初のネット配信が開始されている。（毎週月曜19：30から翌週の同時刻まで無料視聴可能。以降、1話づつ更新）
なお、配信においてはオープニング映像に「著作権法第67条の2項第1項の規定に基づく申請を行い同項の適用を受けている」という趣旨のテロップ文章が数秒ほど後付けで表示され、エンディング曲がオリジナルの「Song for...」から劇伴曲に差し替えられている事から、本作は現在映像或いは音曲の一部が、いわゆる「孤児著作物」になっていると思われる。（エンディングでは楽曲の歌詞テロップも後付けのぼかし加工で読めないようになっている）

## ゲーム登場
本作単独のゲーム化は実現していないが、2013年から2015年まで配信のPlayStation Portable用ゲーム『スーパーロボット大戦Operation Extend』に参戦。単独作品としてはスーパーロボット大戦シリーズ初参戦を果たした。

## 漫画
小学館刊「小学二年生」2000年4月号から2001年2月号にかけて「ゾイドバトルストーリー」が連載。作者は三鷹公一。本作品のキャラクターと設定を用いながらもストーリーは異なり、同名のジオラマストーリー（ゾイドバトルストーリー）との関連性はない。同漫画作品のうち2本は小学館刊「ゾイドバトルワールド」（ISBN 4-09-102846-2）にも掲載された。
その後、「小学三年生」2001年4月号から2002年1月号までこのゾイドバトルストーリーと世界観を共有する『ゾイドウォーズ・ゼロ』が連載されたが、こちらはキャラクター・設定も一新され、完全なオリジナル漫画作品となっている。

## 評価
『愛と戦いのロボット 完全保存版』で発表されたアンケート「みんなで選ぶロボットアニメーションベスト100」では、「あなたが一番アツイと思うロボットアニメは？」で第95位、「子供の頃に見て、一番影響を受けたロボットアニメは？」で第76位にランクインした。